# Pilumnus tomentosus
Pilumnus tomentosus is een krabbensoort uit de familie van de Pilumnidae. De wetenschappelijke naam van de soort is voor het eerst geldig gepubliceerd in 1825 door Latreille.